# Jan Boedts
Jan Boedts, né le 19 décembre 1904 à Tongres et décédé le 4 février 1973 à La Hulpe (Brabant wallon, Belgique) est un sculpteur belge.

## Biographie
Jan Boedts reçut sa formation artistique à l'abbaye de Maredsous, aux académies de Liège, Paris et Florence, où il fut le premier élève du maître Dante Sodini. De retour à Bruxelles, il devient sculpteur attitré de la cour de Belgique et reçoit des commandes de Léopold III de Belgique. En 1932, il reçoit le Prix de Rome et sa composition Maternité est classée. L'année suivante, il signe les bustes du Professeur Auguste Piccard et du prince Albert de Belgique.
En 1939, on inaugure le Monument National de la Reine Astrid de Belgique à la crypte du Parc du Palais Royal de Laeken : le dôme abrite une statue en pied de la reine Astrid, œuvre du sculpteur.
À partir de 1954, Jan Boedts vit six ans au Congo belge, détenteur d'une bourse d'État pour réaliser des sculptures en Afrique, comme par exemple : 
- Pour la résidence du Mwami burundais, il réalise une fresque de 12,50 m avec 47 personnages.
- Pour les Services des Travaux publics de Bujumbura, il crée une fresque de 6 m sur 2,40 m ; de nombreux portraits d'ethnies locales seront également réalisés pendant cette période africaine.

Il consacrera ensuite l'année 1960 à sculpter en Afrique du Sud, où il compose entre autres un buste en bronze du premier ministre Verwoerd et reçoit le premier prix d'un projet pour une fontaine publique au Cap.
À son retour en Belgique en 1961, il réalise de nombreux portraits et expositions à Bruxelles, à Spa et Louvain. En 1963, il s'installe à Tremelo : le monument national au Père Damien sur la place de Tremelo est son œuvre, ainsi que d'autres sculptures religieuses dont Le jardin du Royaume des cieux en collaboration avec la poétesse Myriam Le Mayeur de Merpres.
Décédé le 4 février 1973, une rue lui est consacrée à Tremelo, où il fut inhumé.